# Terres Univia
Terres Univia, association loi de 1901, est l’interprofession des huiles et protéines végétales, issue de la fusion en 2014 de deux interprofessions.

## Historique

### Onidol et Unip
La crise de consommation de l'huile de colza conduit à la création de l'ONIDOL, par arrêté ministériel en 1978. Sa mission initiale est d'accompagner de la reconversion de la production française de colza vers des variétés sans acide érucique pour les huiles végétales.  
En 1983, l’ONIDOL crée avec l'Union nationale interprofessionnelle des plantes riches en protéines (UNIP) le groupe agro-industriel Sofiprotéol, connu aujourd'hui sous le nom du groupe Avril. 
En 1992, l'ONIDOL élargit son champ d'action au secteur non alimentaire, puis au secteur des olives en 1999. 

### Fusion
Terres Univia résulte de la fusion, fin 2014, de deux interprofessions constituées et reconnues au cours des années 1970, pour les oléagineux (colza, olive, lin, soja, tournesol) l’Organisation nationale interprofessionnelle des graines et fruits oléagineux (ONIDOL), pour les protéagineux l’Union nationale interprofessionnelle des plantes riches en protéines (UNIP). Formellement, la première a absorbé la seconde. Ce rapprochement fait suite aux recommandations du ministère de l’Agriculture (DGER) de transférer l’activité technique de l’UNIP au Centre technique des oléagineux et du chanvre (CETIOM) et à la nécessité de regrouper les forces pour accroître la performance.
Le ministère de l’Agriculture a reconnu Terres Univia en qualité d’organisation interprofessionnelle par arrêté en date du 20 février 2015.

## Missions
Terres Univia a pour missions de :
- participer à l’organisation et au développement du marché des oléagineux et des plantes riches en protéines ;
- concourir au développement des moyens de production, de commercialisation et de la transformation des produits ;
- contribuer à la connaissance et à la transparence du marché ;
- promouvoir entre ses membres une politique de concertation, en particulier par la conclusion d’accords interprofessionnels pouvant être étendus par l’autorité administrative compétente ;
- favoriser la mise en œuvre de disciplines de qualité et d’identification des produits ;
- développer l’innovation aux travers d’études, d’expérimentations et de recherches appliquées sur la production et l’utilisation des produits ;
- représenter l’interprofession auprès des pouvoirs publics chaque fois qu’une action commune aura été décidée ;
- renforcer la sécurité alimentaire et la sécurité sanitaire des aliments, en particulier par la traçabilité des produits ;
- maintenir et développer le potentiel économique du secteur des produits et concourir à la valorisation alimentaire et non-alimentaire des produits ;
- développer sur les marchés intérieurs et extérieurs l’information et la promotion relative aux produits ;
- favoriser les démarches collectives visant à prévenir et à gérer les risques et aléas liés à la production, à la commercialisation, à la transformation et à la distribution de produits.

## Organisation
La gouvernance de l’interprofession est caractérisée par des principes de consensus entre les trois collèges constitutifs de l’interprofession : production, commercialisation, transformation et conditionnement.
Les fédérations professionnelles membres de Terres Univia sont les suivantes :
- collège production : Association nationale des agriculteurs-multiplicateurs de semences oléagineuses (ANAMSO), Fédération française des producteurs d’oléagineux et de protéagineux (FOP), Fédération nationale des agriculteurs-multiplicateurs de semences (FNAMS), Organisation des producteurs de grains (OPG) ;
- collège commercialisation : Coop de France déshydratation, Coop de France métiers du grain, Fédération nationale du négoce agricole (FNA), Syndicat national du commerce extérieur de céréales, graines, légumes secs, produits oléagineux et dérivés (Synacomex), Union française des semenciers (UFS) ;
- collège transformation/conditionnement : Coop de France déshydratation, Coop de France nutrition animale, Groupe d’études et de promotion des protéines végétales (GEPV), Groupement des transformateurs d’oléagineux métropolitaines (GTOM), Syndicat national de l’industrie de la nutrition animale (SNIA).

## Engagements
En octobre 2017, le président de la République a demandé aux interprofessions d'élaborer des plans de développement et de transformation des filières agricoles et agroalimentaires. Terres Univia, à l'instar de 34 autres interprofessions, a remis au ministre de l'Agriculture son plan de filière en décembre 2017. L’ambition de ce plan de filière est de produire et de transformer en France les huiles et protéines végétales dans un contexte de déficit chronique en protéines.
Trois leviers sont identifiés : le renforcement de la compétitivité, la valorisation du produit en France avec l’ensemble des acteurs de la filière et les consommateurs, ainsi que la durabilité des chaines de valeurs avec le développement d’une bio-économie circulaire à bas carbone.